# Championnat du Chili de football 1965
Navigation
Saison précédente Saison suivante
La saison 1965 du Championnat du Chili de football est la trente-troisième édition du championnat de première division au Chili. Les dix-huit meilleures équipes du pays sont regroupées au sein d'une poule unique, où elles s'affrontent deux fois, à domicile et à l'extérieur; à la fin de la compétition, le dernier du classement est relégué et remplacé par le champion de Segunda Division, la deuxième division chilienne.
C'est le club de CF Universidad de Chile, tenant du titre, qui remporte à nouveau la compétition, après avoir terminé en tête du classement final, avec six points d'avance sur le CD Universidad Católica et treize sur le CSD Rangers. C'est le cinquième titre de champion du Chili de l'histoire du club, qui devient le premier à réussir à conserver son titre depuis le Deportes Magallanes dans les années 1930.
À partir de cette saison, une deuxième place en Copa Libertadores est donnée à la fédération chilienne, qui l'attribue au deuxième du classement du championnat.

## Les clubs participants
| - CD Coquimbo Unido - Colo Colo - Club Deportivo O'Higgins - Promu de Segunda Division - CF Universidad de Chile - Unión Española - Santiago Wanderers - CSD Rangers - Deportes Magallanes - Union San Felipe | - Green Cross-Temuco - CD Santiago Morning - Audax Italiano - CD Universidad Católica - Club Deportivo San Luis - CD Everton de Viña del Mar - Club Deportivo Palestino - Deportes Unión La Calera - Deportes La Serena |

## Compétition
Le barème utilisé pour établir le classement est le suivant :
- Victoire : 2 points
- Match nul : 1 point
- Défaite : 0 point

### Classement
| Rang | Équipe                     | Pts | J  | G  | N  | P  | Bp | Bc | Diff |
| ---- | -------------------------- | --- | -- | -- | -- | -- | -- | -- | ---- |
| 1    | CF Universidad de Chile T  | 57  | 34 | 25 | 7  | 2  | 86 | 36 | +50  |
| 2    | CD Universidad Católica    | 51  | 34 | 21 | 9  | 4  | 71 | 39 | +32  |
| 3    | CSD Rangers                | 44  | 34 | 18 | 8  | 8  | 76 | 63 | +13  |
| 4    | Club Deportivo Palestino   | 43  | 34 | 16 | 11 | 7  | 70 | 42 | +28  |
| 5    | CD Everton de Viña del Mar | 41  | 34 | 17 | 7  | 10 | 76 | 52 | +24  |
| 6    | Green Cross-Temuco         | 35  | 34 | 14 | 7  | 13 | 51 | 46 | +5   |
| 7    | Colo Colo                  | 34  | 34 | 11 | 12 | 11 | 65 | 55 | +10  |
| 8    | Audax Italiano             | 34  | 34 | 12 | 10 | 12 | 43 | 39 | +4   |
| 9    | Deportes La Serena         | 34  | 34 | 12 | 10 | 12 | 57 | 59 | -2   |
| 10   | Santiago Wanderers         | 33  | 34 | 13 | 7  | 14 | 55 | 54 | +1   |
| 11   | Club Deportivo O'Higgins P | 33  | 34 | 11 | 11 | 12 | 49 | 53 | -4   |
| 12   | Unión Española             | 31  | 34 | 12 | 7  | 15 | 73 | 65 | +8   |
| 13   | Deportes Magallanes        | 31  | 34 | 11 | 9  | 14 | 41 | 57 | -16  |
| 14   | Unión San Felipe           | 29  | 34 | 13 | 3  | 18 | 59 | 86 | -27  |
| 15   | CD Santiago Morning        | 26  | 34 | 4  | 18 | 12 | 43 | 59 | -16  |
| 16   | Club Deportivo San Luis    | 23  | 34 | 5  | 13 | 16 | 45 | 66 | -21  |
| 17   | Unión La Calera            | 23  | 34 | 8  | 7  | 19 | 41 | 73 | -32  |
| 18   | CD Coquimbo Unido          | 10  | 34 | 1  | 8  | 25 | 24 | 81 | -57  |

|  | Qualification pour la Copa Libertadores 1966      |
|  | Relégation directe en Segunda Division            |
|  | T : Tenant du titre P : Promu de Segunda Division |

## Bilan de la saison
| Championnat du Chili de football 1965 |                                    |
| Champion                              | CF Universidad de Chile (5e titre) |
| Qualifications continentales          |                                    |
| Copa Libertadores 1966                | CF Universidad de Chile            |
| Copa Libertadores 1966                | CD Universidad Católica            |
| Promotions et relégations             |                                    |
| Promus en Primera División            | Ferrobádminton                     |
| Relégués en Segunda División          | CD Coquimbo Unido                  |